# Piaseczna (województwo dolnośląskie)
Piaseczna (niem. Schönberg) – wieś w Polsce położona w województwie dolnośląskim, w powiecie zgorzeleckim, w gminie Węgliniec.

## Podział administracyjny
W latach 1975–1998 miejscowość administracyjnie należała do województwa jeleniogórskiego.

## Położenie
Wieś leży nad Czerną Małą w południowej części Borów Dolnośląskich przy drodze wojewódzkiej nr 296. 